# Astragalus galegiformis
Astragalus galegiformis es una especie de planta del género Astragalus, de la familia de las leguminosas, orden Fabales.

## Distribución
Astragalus galegiformis se distribuye por Cáucaso del Norte, Armenia, Azerbaiyán, Georgia, Adzharia y Turquía.

## Taxonomía
Fue descrita científicamente por L. Fue publicada en Sp. Pl. 756 (1753).